# HD93903
HD93903 — хімічно пекулярна зоря спектрального класу A2, що має видиму зоряну величину в смузі V приблизно  5,8.
Вона  розташована на відстані близько 366,5 світлових років від Сонця.

## Фізичні характеристики
Зоря HD93903 обертається 
порівняно повільно 
навколо своєї осі. Проєкція її екваторіальної швидкості на промінь зору становить  Vsin(i)= 26км/сек.

## Пекулярний хімічний склад
Зоряна атмосфера HD93903 має підвищений вміст 
Sr
.